# Sonda de prova

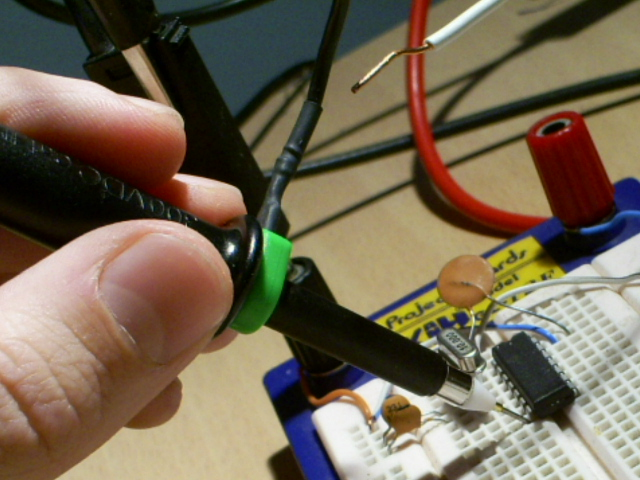
Sonda d'oscil·loscopi passiva típica que s'utilitza per provar un circuit integrat.

Una sonda de prova és un dispositiu físic utilitzat per connectar un equip de prova electrònic a un dispositiu en prova (DUT). Les sondes de prova van des de dispositius molt senzills i robusts fins a sondes complexes que són sofisticades, cares i fràgils. Els tipus específics inclouen puntes de prova, sondes d'oscil·loscopi i sondes de corrent . Sovint es subministra una sonda de prova com a cable de prova, que inclou la sonda, el cable i el connector de terminació.

## Sondes de tensió
Les sondes de tensió s'utilitzen per mesurar les tensions presents al DUT. Per aconseguir una alta precisió, l'instrument de prova i la seva sonda no han d'afectar significativament la tensió que es mesura. Això s'aconsegueix assegurant que la combinació d'instrument i sonda presenta una impedància prou alta que no carregui el DUT. Per a les mesures de CA, el component reactiu de la impedància pot ser més important que el resistiu.

### Cables de prova senzills

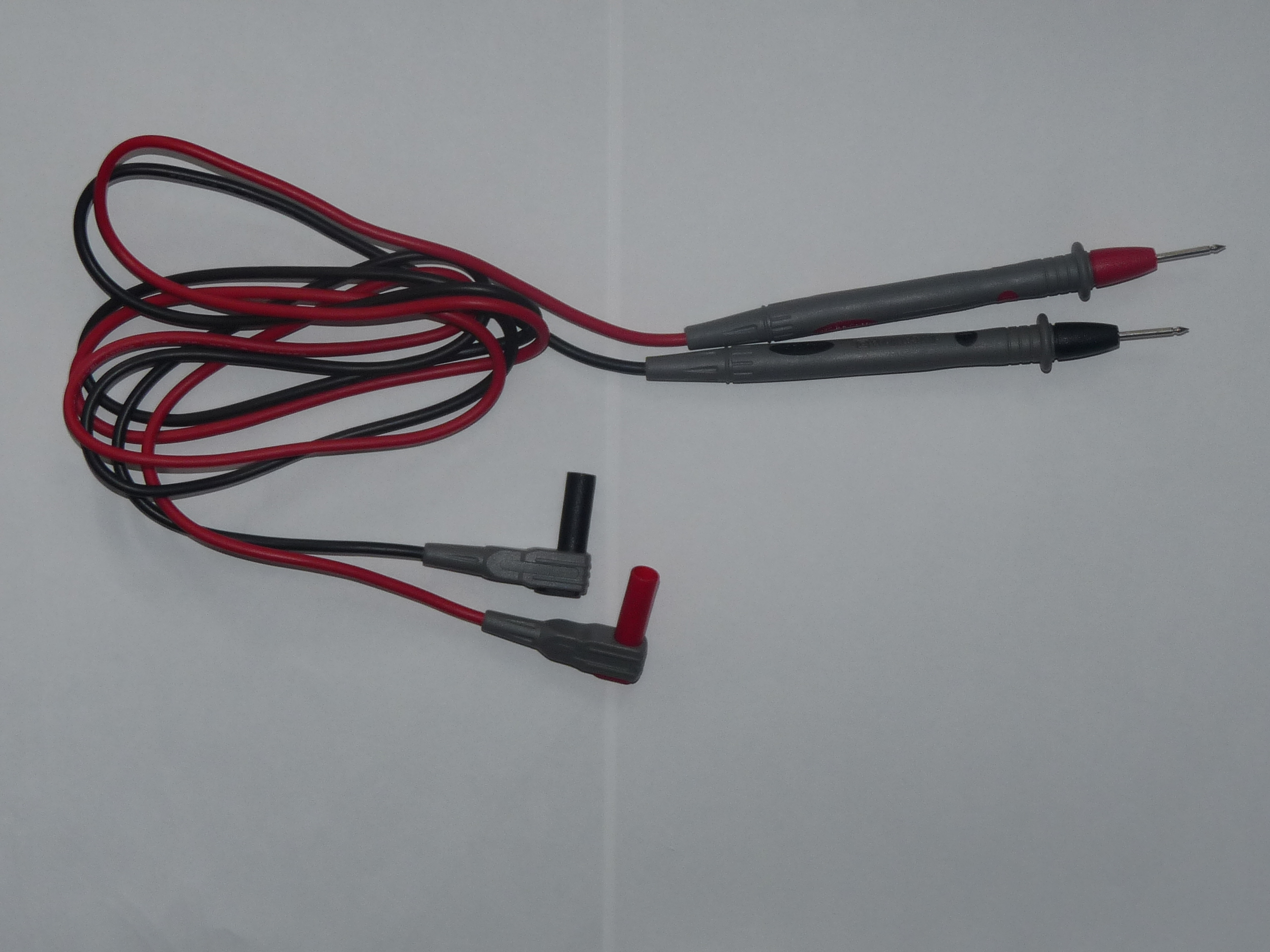
Un parell de cables de prova senzills

Una sonda de tensió típica consisteix en un cable de prova d'un sol cable que té en un extrem un connector que s'adapta al voltímetre i a l'altre extrem una secció de plàstic tubular rígida que inclou tant un mànec com un cos de la sonda. El mànec permet a una persona subjectar i guiar la sonda sense influir en la mesura (al passar a formar part del circuit elèctric) ni estar exposada a tensions perilloses que poden provocar una descàrrega elèctrica . Dins del cos de la sonda, el cable està connectat a una punta metàl·lica rígida i punxeguda que entra en contacte amb el DUT. Algunes sondes permeten connectar un clip de cocodril a la punta, permetent així que la sonda s'uneixi al DUT de manera que no cal que es mantingui al seu lloc.
Els cables de prova solen estar fets amb fil de coure finament trenat per mantenir-los flexibles, amb calibres de cable suficients per conduir uns quants amperes de corrent elèctric . L'aïllament es tria perquè sigui flexible i tingui una tensió de ruptura superior a la tensió d'entrada màxima del voltímetre. Els molts fils fins i l'aïllament gruixut fan que el cable sigui més gruixut que el cable de connexió normal.
S'utilitzen dues sondes juntes per mesurar la tensió, el corrent i els components de dos terminals, com ara resistències i condensadors. A l'hora de fer mesures de CC és necessari saber quina sonda és positiva i quina és negativa, de manera que per convenció les sondes estan de color vermell per a positiu i negre per a negatiu. Depenent de la precisió requerida, es poden utilitzar amb freqüències de senyal que van des de DC fins a uns quants kilohertz .
Quan s'han de fer mesures sensibles (p. ex., voltatges molt baixos, o resistències molt baixes o molt altes), s'utilitzen blindatges, proteccions i tècniques com ara la detecció Kelvin de quatre terminals (utilitzant cables separats per transportar el corrent de mesura i detectar la tensió) utilitzat.

#### Sonda de pinça

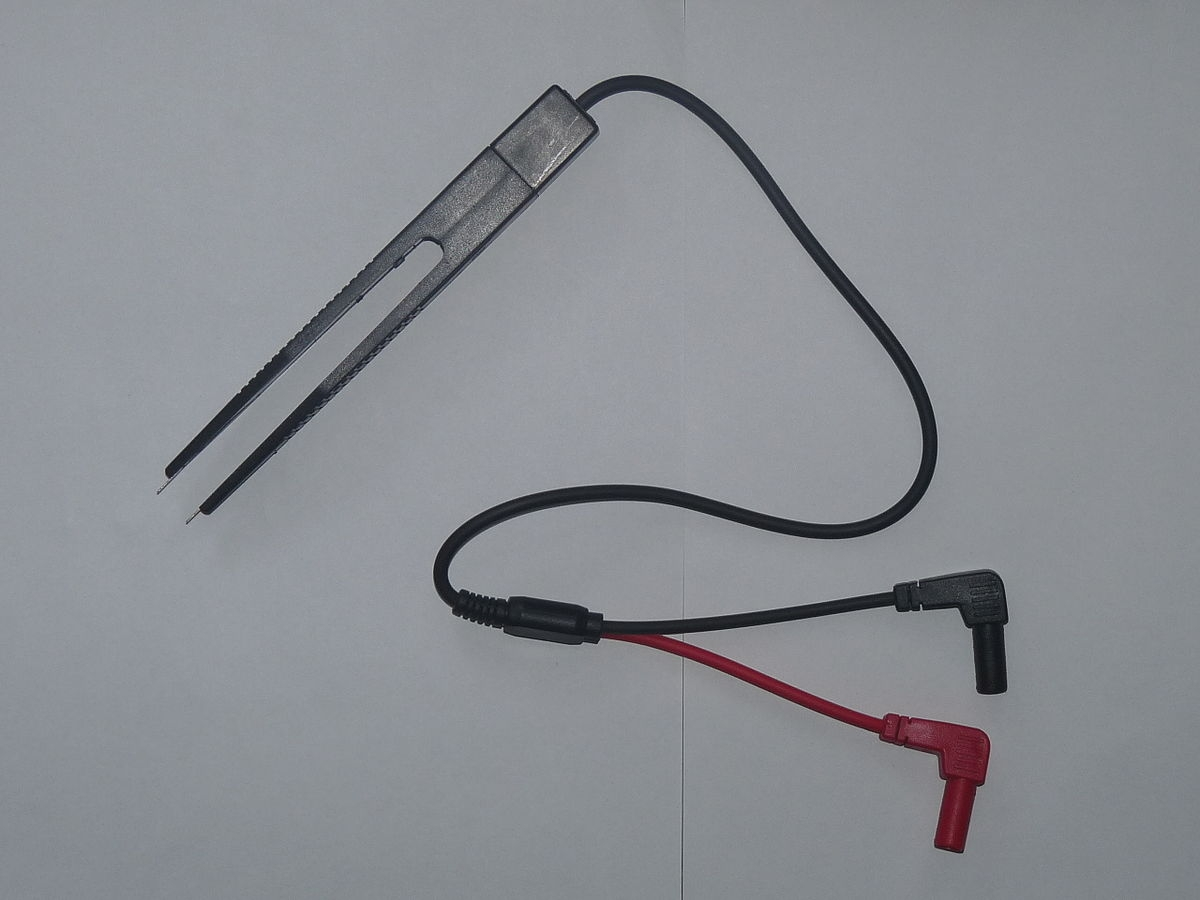
Una sonda de pinces per a components de muntatge superficial

Les sondes de pinces són un parell de sondes simples fixades a un mecanisme de pinces, que s'accionen amb una mà, per mesurar voltatges o altres paràmetres de circuits electrònics entre pins molt espaiats.

#### Pogo pins
Les sondes de molla (també conegudes com " pogo pins ") són pins carregats amb molla que s'utilitzen en accessoris de prova elèctrica per posar-se en contacte amb punts de prova, cables de components i altres característiques conductores del DUT (Dispositiu en prova). Aquestes sondes solen s'ajusten a pressió a les preses de sondes, per permetre la seva fàcil substitució en accessoris de prova que poden romandre en servei durant dècades, provant molts milers de DUT en equips de prova automàtics .

### Sonda d'oscil·loscopi
Els oscil·loscopis mostren la forma d'ona instantània de magnituds elèctriques variables, a diferència d'altres instruments que donen valors numèrics de magnituds relativament estables.
Les sondes d'abast es divideixen en dues categories principals: passives i actives. Les sondes d'abast passiu no contenen peces electròniques actives, com ara transistors, de manera que no requereixen energia externa.
A causa de les altes freqüències sovint implicades, els oscil·loscopis normalment no utilitzen cables simples ("conductors volants") per connectar-se al DUT. És probable que els cables voladors captin interferències, de manera que no són adequats per a senyals de baix nivell. A més, la inductància dels cables voladors els fa inadequats per a senyals d'alta freqüència. En canvi, s'utilitza una sonda d'abast específica, que utilitza un cable coaxial per transmetre el senyal des de la punta de la sonda a l'oscil·loscopi. Aquest cable té dos avantatges principals: protegeix el senyal de les interferències electromagnètiques externes, millorant la precisió dels senyals de baix nivell; i té una inductància més baixa que els cables voladors, cosa que fa que la sonda sigui més precisa per a senyals d'alta freqüència.
Tot i que el cable coaxial té una inductància més baixa que els cables volants, té una capacitat més alta: un típic 50 El cable d'ohms té uns 90 pF per metre. En conseqüència, una sonda coaxial directa d'un metre d'alta impedància (1×) pot carregar el circuit amb una capacitat d'uns 110 pF i una resistència d'1 megaohm.
Les sondes d'oscil·loscopi es caracteritzen pel seu límit de freqüència, on la resposta d'amplitud ha disminuït un 3 dB, i/o pel seu temps de pujada {\displaystyle t_{r}} . Aquests estan relacionats com (en xifres rodones)
{\displaystyle f_{3dB}=0.35/t_{r}}
Així un 50 La sonda MHz té un temps de pujada de 7 ns. La resposta de la combinació d'un oscil·loscopi i una sonda ve donada per
{\displaystyle t_{r}(combined)={\sqrt {t_{r}(probe)^{2}+t_{r}(scope)^{2}}}}
Per exemple, un 50 Sonda MHz alimentant un 50 L'abast de MHz donarà un 35 sistema MHz. Per tant, és avantatjós utilitzar una sonda amb un límit de freqüència superior per minimitzar l'efecte sobre la resposta global del sistema.

#### Sonda passiva

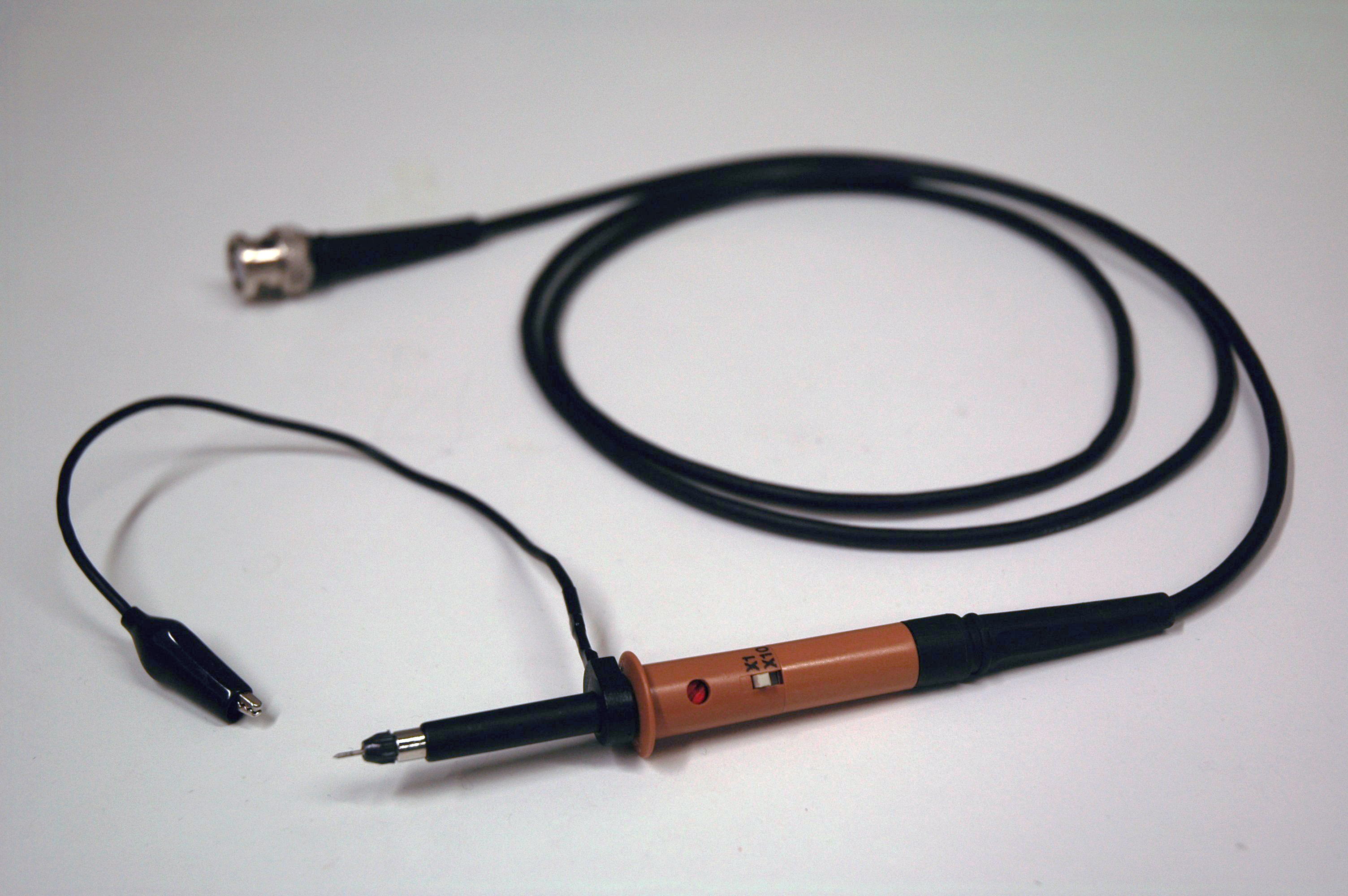
Una sonda d'oscil·loscopi passiva amb un interruptor al mànec de la sonda que selecciona una atenuació 1× o 10×

Per minimitzar la càrrega, s'utilitzen sondes atenuadores (per exemple, sondes 10 ×). Una sonda típica utilitza un 9 Resistència de la sèrie megohm derivada per un condensador de baix valor per fer un divisor compensat RC amb la capacitat del cable i l'entrada d'abast. Les constants de temps RC s'ajusten per coincidir. Per exemple, el 9 La resistència de la sèrie de megaohms és derivada per un 12,2 Condensador pF per una constant de temps de 110 microsegons. La capacitat del cable de 90 pF en paral·lel amb l'entrada d'abast de 20 pF (capacitat total 110 pF) i 1 megohm també dóna una constant de temps de 110 microsegons. A la pràctica, hi haurà un ajust perquè l'operador pugui fer coincidir amb precisió la constant de temps de baixa freqüència (anomenada compensació de la sonda). La concordança de les constants de temps fa que l'atenuació sigui independent de la freqüència. A freqüències baixes (on la resistència de R és molt menor que la reactància de C ), el circuit sembla un divisor resistiu; a freqüències més altes (resistència molt més gran que la reactància), el circuit sembla un divisor capacitiu.
El resultat és una sonda de freqüència compensada per a freqüències modestes que presenta una càrrega d'uns 10 megaohms desviats per 12 pF. Tot i que aquesta sonda és una millora, no funciona quan l'escala de temps es redueix a diversos temps de trànsit del cable (el temps de trànsit normalment és de 5 ns). En aquest període, el cable sembla la seva impedància característica, i hi haurà reflexos de la desajust de la línia de transmissió a l'entrada de l'abast i la sonda que provoca sons. La sonda d'abast moderna utilitza línies de transmissió de baixa capacitat amb pèrdues i xarxes sofisticades de conformació de freqüència per fer que la sonda 10 × funcioni bé a diversos centenars de megahertz. En conseqüència, hi ha altres ajustos per completar la compensació.
Una sonda de prova connectada directament (anomenada sonda 1×) posa la capacitat de plom no desitjada a través del circuit a prova. Per a un cable coaxial típic, la càrrega és de l'ordre de 100 pF per metre (la longitud d'un cable de prova típic).
Les sondes atenuadores minimitzen la càrrega capacitiva amb un atenuador, però redueixen la magnitud del senyal lliurat a l'instrument. Un atenuador 10 × reduirà la càrrega capacitiva en un factor d'uns 10. L'atenuador ha de tenir una relació precisa sobre tot el rang de freqüències d'interès; la impedància d'entrada de l'instrument passa a formar part de l'atenuador. Un atenuador de corrent continu amb divisor resistiu es complementa amb condensadors, de manera que la resposta de freqüència sigui predictible en el rang d'interès.
El mètode de concordança constant de temps RC funciona sempre que el temps de trànsit del cable blindat sigui molt inferior a l'escala de temps d'interès. Això vol dir que el cable blindat es pot veure com un condensador concentrat en lloc d'un inductor. El temps de trànsit en un cable d'1 metre és d'uns 5 ns. En conseqüència, aquestes sondes funcionaran a uns quants megahertz, però després d'això els efectes de la línia de transmissió causen problemes.
A freqüències altes, la impedància de la sonda serà baixa.
El disseny més comú insereix una resistència de 9 megaohms en sèrie amb la punta de la sonda. A continuació, el senyal es transmet des del capçal de la sonda a l'oscil·loscopi a través d'un cable coaxial especial amb pèrdues dissenyat per minimitzar la capacitat i el timbre . La invenció d'aquest cable s'ha remuntat  a John Kobbe, un enginyer que treballava per a Tektronix . La resistència serveix per minimitzar la càrrega que la capacitat del cable imposaria al DUT. En sèrie amb la impedància d'entrada normal d'1 megaohm de l'oscil·loscopi, el 9 La resistència de megaohm crea un divisor de tensió de 10 ×, de manera que aquestes sondes es coneixen normalment com a sondes de baixa capacitat (capacitància) o sondes de 10 ×, sovint impreses amb la lletra X o x en comptes del signe de multiplicació, i normalment es parla com "a vegades- deu sonda".
Com que l'entrada de l'oscil·loscopi té una certa capacitat parasitària en paral·lel amb l'1 resistència de megaohms, 9 La resistència de megaohms també ha de ser anul·lada per un condensador per evitar que formi un filtre de pas baix RC sever amb la capacitat paràsit de l'abast. La quantitat de capacitat de derivació s'ha de combinar acuradament amb la capacitat d'entrada de l'oscil·loscopi de manera que els condensadors també formin un divisor de tensió de 10 ×. D'aquesta manera, la sonda proporciona una atenuació uniforme de 10× des de CC (amb l'atenuació que proporcionen les resistències) fins a freqüències de CA molt altes (amb l'atenuació que proporcionen els condensadors).
En el passat, el condensador de bypass del capçal de la sonda era ajustable (per aconseguir aquesta atenuació de 10 ×). Els dissenys de sondes més moderns utilitzen un circuit electrònic de pel·lícula gruixuda retallada amb làser al capçal que combina la resistència de 9 megaohms amb un condensador de bypass de valor fix; després col·loquen un petit condensador ajustable en paral·lel amb la capacitat d'entrada de l'oscil·loscopi. De qualsevol manera, la sonda s'ha d'ajustar de manera que proporcioni una atenuació uniforme a totes les freqüències. Això s'anomena compensació de la sonda . La compensació s'aconsegueix generalment sondejant un 1 Ona quadrada kHz i ajustant el condensador compensador fins que l'oscil·loscopi mostri la forma d'ona més quadrada. La majoria dels oscil·loscopis tenen un 1 Font de calibratge kHz als seus panells frontals, ja que la compensació de la sonda s'ha de fer cada vegada que s'adjunta una sonda 10:1 a una entrada d'oscil·loscopi. Les sondes més noves i ràpides tenen arranjaments de compensació més complexos i de vegades poden requerir més ajustos.
També hi ha sondes passives de 100 × disponibles, així com alguns dissenys especialitzats per utilitzar-los a tensions molt altes (fins a 25 kV).
Les sondes passives solen connectar-se a l'oscil·loscopi mitjançant un connector BNC . La majoria de les sondes 10 × equivalen a una càrrega d'uns 10-15 pF i 10 megaohms al DUT, mentre que les sondes 100× solen presentar un 100 càrrega de megaohms i una capacitat més petita i, per tant, carregueu menys el circuit.

#### Sonda de baixa Z
Les sondes Z 0 són un tipus especialitzat de sondes passives de baixa capacitat que s'utilitzen en circuits de baixa impedància i de molt alta freqüència. Són similars en disseny a les sondes passives 10 ×, però a nivells d'impedància molt més baixos. Els cables de la sonda solen tenir una impedància característica de 50 ohms i es connecten a oscil·loscopis amb una impedància d'entrada igualada de 50 ohms (en lloc d'1 megaohm). Les sondes d'abast d'alta impedància estan dissenyades per a l'oscil·loscopi convencional d'1 megaohm, però la impedància d'entrada d'1 megaohm només és a baixa freqüència; la impedància d'entrada no és d'1 megaohm constant a través de l'ample de banda de la sonda, sinó que disminueix amb la freqüència. Per exemple, una impedància d'entrada de Tektronix P6139A comença a caure per sobre de 10 kHz i és d'uns 100 ohms a 100 MHz. Es necessita una tècnica de sonda diferent per als senyals d'alta freqüència.
Un oscil·loscopi d'alta freqüència presenta una càrrega igualada (generalment 50 ohms) a la seva entrada, que minimitza les reflexions a l'abast. Sondejar amb una línia de transmissió de 50 ohms que coincideixi oferiria un rendiment d'alta freqüència, però carregaria indegudament la majoria dels circuits. Es pot utilitzar un atenuador (divisor resistiu) per minimitzar la càrrega. A la punta, aquestes sondes utilitzen una resistència en sèrie de 450 ohms (per a 10 × atenuació) o 950 ohms (per a 20 × atenuació). Tektronix ven una sonda divisoria de 10 × amb un 9 Ample de banda GHz amb una resistència sèrie de 450 ohms. Aquestes sondes també s'anomenen sondes divisores resistives, ja que una línia de transmissió de 50 ohms presenta una càrrega purament resistiva.
El nom Z 0 fa referència a la impedància característica de l'oscil·loscopi i del cable. Les impedàncies igualades proporcionen un millor rendiment d'alta freqüència del que pot aconseguir una sonda passiva sense igual, però a costa de la baixa càrrega de 500 ohms que ofereix la punta de la sonda al DUT. La capacitat parasitària a la punta de la sonda és molt baixa, de manera que, per a senyals d'alta freqüència, la sonda Z 0 pot oferir una càrrega més baixa que qualsevol sonda hi-Z i fins i tot moltes sondes actives.
En principi, aquest tipus de sonda es pot utilitzar a qualsevol freqüència, però en corrent continu i freqüències més baixes els circuits solen tenir altes impedàncies que es carregarien de manera inacceptable per la baixa impedància de la sonda de 500 o 1000 ohms. Les impedàncies paràsites limiten els circuits d'alta freqüència per funcionar a baixa impedància, de manera que la impedància de la sonda és menys problema.

#### Sonda activa
Les sondes d'abast actiu utilitzen un amplificador d'alta freqüència d'alta impedància muntat al capçal de la sonda i un cable apantallat. L'objectiu de l'amplificador no és el guany, sinó l'aïllament (buffering) entre el circuit a prova i l'oscil·loscopi i el cable, carregant el circuit només amb una capacitat baixa i una alta resistència de corrent continu i adaptant l'entrada de l'oscil·loscopi. Les sondes actives solen ser vistes pel circuit provat com una capacitat d'1 picofarad o menys en paral·lel amb una resistència d'1 megaohm. Les sondes es connecten a l'oscil·loscopi amb un cable que coincideix amb la impedància característica de l'entrada de l'oscil·loscopi. Les sondes actives basades en tubs es van utilitzar abans de l'arribada de l'electrònica d'estat sòlid d'alta freqüència, utilitzant un petit tub de buit com a amplificador seguidor de càtode .
Les sondes actives tenen diversos desavantatges que els han impedit substituir les sondes passives per a totes les aplicacions:
- Són unes quantes vegades més cares que les sondes passives.
- Requereixen alimentació (però normalment la subministra l'oscil·loscopi).
- El seu rang dinàmic és limitat, de vegades tan baix com 3 a 5 volts, i es poden danyar per sobretensió, ja sigui pel senyal o per descàrrega electroestàtica .

Moltes sondes actives permeten a l'usuari introduir una tensió de compensació per permetre la mesura de tensions amb un nivell de CC excessiu. El rang dinàmic total encara és limitat, però l'usuari pot ajustar el seu punt central de manera que es puguin mesurar tensions en el rang de, per exemple, de zero a cinc volts en lloc de -2,5 a +2,5.
A causa de la seva classificació inherent de baixa tensió, hi ha poca necessitat de proporcionar aïllament d'alta tensió per a la seguretat de l'operador. Això permet que els capçals de les sondes actives siguin extremadament petits, cosa que els fa molt còmodes per utilitzar-los amb circuits electrònics moderns d'alta densitat.
Les sondes passives i un disseny modest de sondes actives es discuteixen en una nota d'aplicació de Williams.
La sonda Tektronix P6201 és una Sonda FET activa de DC a 900 MHz.
A freqüències extremes, un àmbit digital modern requereix que l'usuari soldi un preamplificador al DUT per obtenir 50GS/s, 20 Rendiment de GHz.

#### Sondes diferencials
Les sondes diferencials estan optimitzades per adquirir senyals diferencials . Per maximitzar la relació de rebuig en mode comú (CMRR), les sondes diferencials han de proporcionar dos camins de senyal que siguin tan gairebé idèntics com sigui possible, igualats en atenuació general, resposta en freqüència i retard de temps.
En el passat, això es feia dissenyant sondes passives amb dos camins de senyal, que requerien una etapa d'amplificador diferencial a l'oscil·loscopi o prop. (Unes poques sondes primerenques van instal·lar l'amplificador diferencial en un capçal de sonda força voluminós mitjançant tubs de buit.) Amb els avenços en l'electrònica d'estat sòlid, s'ha tornat pràctic posar l'amplificador diferencial directament dins del capçal de la sonda, facilitant molt els requisits de la resta del camí del senyal (ja que ara esdevé unidireccional en lloc de diferencial i s'elimina la necessitat de fer coincidir els paràmetres del camí del senyal). Una sonda diferencial moderna sol tenir dues extensions metàl·liques que l'operador pot ajustar per tocar simultàniament els dos punts adequats del DUT. D'aquesta manera es fan possibles CMRR molt alts.

### Sondes d'alta tensió

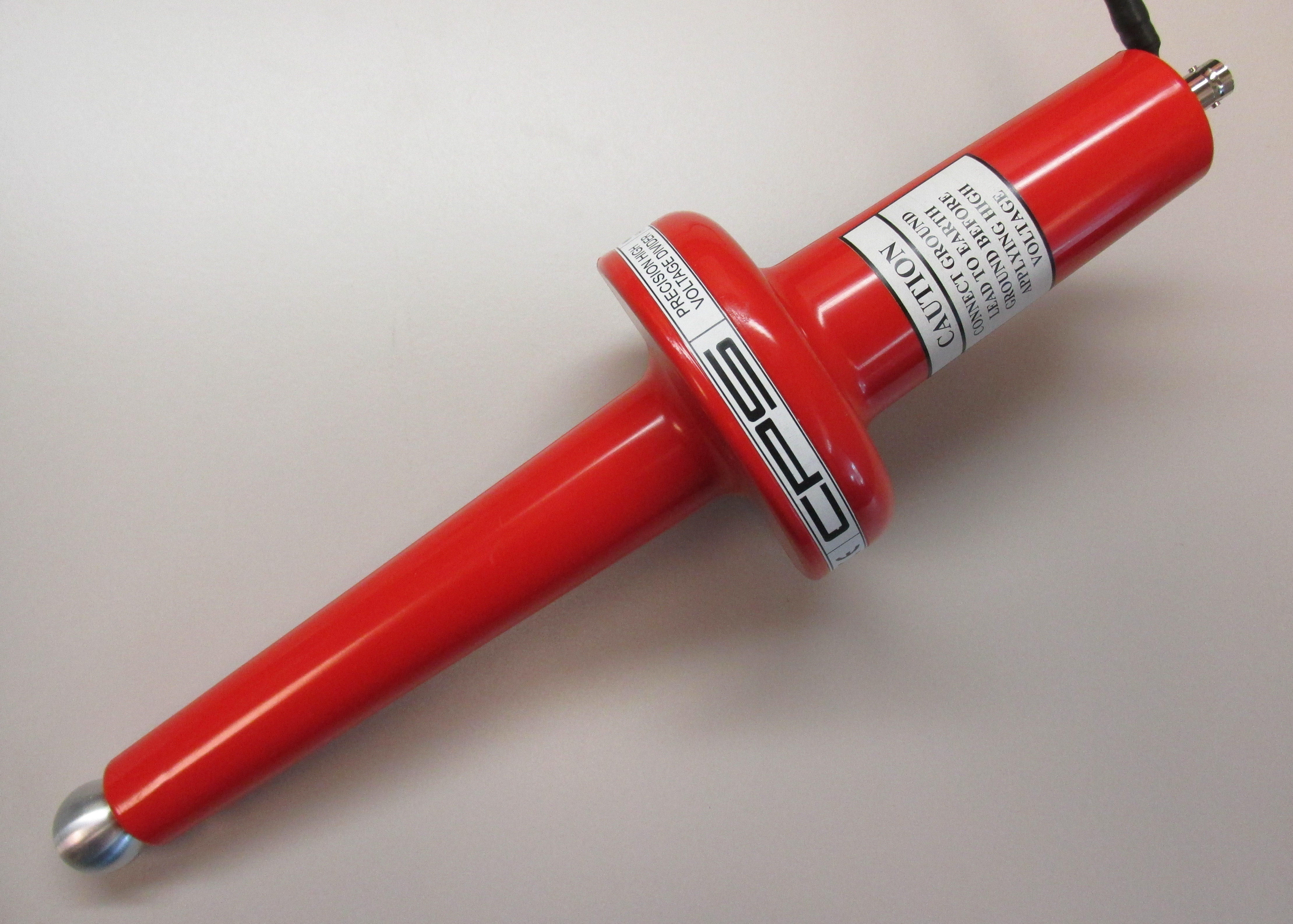
Sonda divisora de resistències d'alta tensió per a tensions de fins a 50 kV. La punta de la sonda consta d'una bola de corona, que evita la descàrrega de corona i l'arc mitjançant la distribució del gradient del camp elèctric.

Una sonda d'alta tensió permet a un voltímetre normal mesurar tensions que, d'altra manera, serien massa altes per mesurar o fins i tot destructives. Ho fa reduint la tensió d'entrada a un nivell segur i mesurable amb un circuit divisor de tensió de precisió dins del cos de la sonda.
Les sondes destinades a fins a 100 kV solen emprar un divisor de tensió de resistència, amb una resistència d'entrada de centenars o milers de megaohms per minimitzar la càrrega del circuit. S'aconsegueix una alta linealitat i precisió mitjançant l'ús de resistències amb coeficients de tensió extremadament baixos, en conjunts coincidents que mantenen una relació de divisor consistent i precisa a través de la temperatura de funcionament de la sonda. Els voltímetres tenen una resistència d'entrada que altera eficaçment la relació divisoria de la sonda i una capacitat parasitària que es combina amb la resistència de la sonda per formar un circuit RC ; aquests poden reduir fàcilment la precisió de CC i CA, respectivament, si no es compensa. Per mitigar aquests efectes, les sondes divisores de tensió solen incloure components addicionals que milloren la resposta en freqüència i permeten calibrar-los per a diferents càrregues del comptador.
Fins i tot es poden mesurar tensions més altes amb sondes divisores de condensadors, encara que la mida física més gran i altres característiques mecàniques (per exemple, anells de corona ) d'aquests dispositius sovint impedeixen el seu ús com a sondes de mà.

## Sonda de corrent
Una sonda de corrent genera una tensió proporcional a un corrent en el circuit que es mesura; com es coneix la constant de proporcionalitat, els instruments que responen a la tensió es poden calibrar per indicar corrent. Les sondes de corrent es poden utilitzar tant amb instruments de mesura com amb oscil·loscopis.

## Sonda de camp proper
Les sondes de camp proper permeten mesurar un camp electromagnètic . S'utilitzen habitualment per mesurar el soroll elèctric i altres radiacions electromagnètiques indesitjables del DUT, encara que també es poden utilitzar per espiar el funcionament del DUT sense introduir molta càrrega als circuits.

## Sonda de temperatura

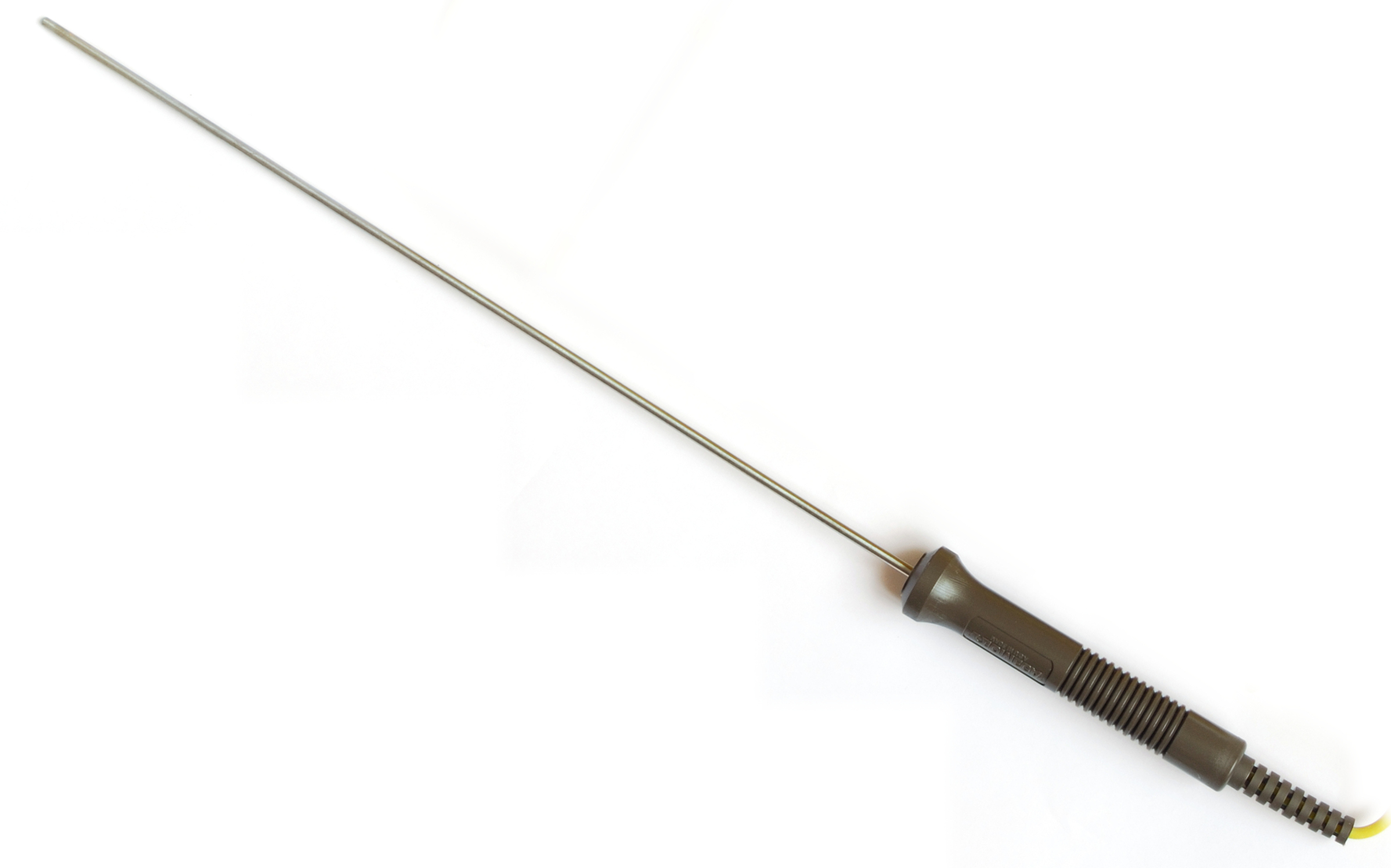
Una sonda de termopar

Les sondes de temperatura s'utilitzen per fer mesures de contacte de temperatures superficials. Utilitzen un sensor de temperatura com un termistor, un termoparell o un RTD, per produir una tensió que varia amb la temperatura. En el cas de les sondes de termistor i RTD, el sensor s'ha d'estimular elèctricament per produir una tensió, mentre que les sondes de termoparell no requereixen estimulació perquè un termoparell produirà de manera independent una tensió de sortida.
De vegades es poden utilitzar voltímetres per mesurar sondes de temperatura, però aquesta tasca normalment es delega a instruments especialitzats que estimularan el sensor de la sonda (si cal), mesuraran la tensió de sortida de la sonda i convertiran la tensió en unitats de temperatura.
Per mesurar o mostrar la forma d'ona moduladad'alta freqüència modulada (per exemple, un senyal de ràdio modulat en amplitud ), es pot utilitzar una sonda equipada amb un demodulador de díode simple. La sonda emetrà la forma d'ona moduladora sense la portadora d'alta freqüència.

## Sonda lògica
S'utilitza una sonda lògica per observar senyals digitals .